# Joe Tex
Joe Tex, pseudonimo di Yusuf Hazziez (nato Joseph Arrington Jr.; Rogers, 8 agosto 1935 – Navasota, 13 agosto 1982), è stato un cantante e rapper statunitense afroamericano, molto noto nei decenni '60 e '70. Il suo stile, per cui a volte sembrava parlare più che cantare i suoi testi, intercalando spesso in questi suoi interventi un linguaggio popolare (stile che lui per primo ha chiamato rap), ha molto influenzato i suoi successori, che hanno addirittura formato un moderno e diffuso filone musicale.

## Gli esordi
Joseph Arrington Jr nacque a Baytown, Texas, da una famiglia comune. Fu sempre orgoglioso delle sue origini popolari e del suo stato, tanto che assunse il nome d'arte di Joe Tex, oltre a usare spesso espressioni rustiche nelle sue canzoni. Dopo aver vinto una gara per giovani talenti nel 1954, firmò un contratto discografico con la King Records (USA). Sebbene fosse anche un apprezzato compositore, Tex raggiunse nel 1962 il numero 2 delle classifiche americane con una cover di James Brown, "Baby You're Right", dopodiché firmò un contratto con la più grande Dial Records.

## Il successo
Joe Tex raggiunse definitivamente il successo nel 1965, guidato dal produttore di Nashville Buddy Killen: il singolo Hold On To What You've Got raggiunse il 5º posto nelle classifiche americane. Altri successi di quel periodo furono le ballate lente A Woman Can Change A Man, The Love You Save (May Be Your Own), Don't let the children (pay for your mistakes). Un ritmo più veloce si può notare invece in canzoni come S.Y.S.L.J.F.M. (The Letter Song), Show Me del 1967, Skinny Legs And All e Men Are Getting Scarce. Il suo ultimo grande successo fu I Gotcha del 1972, dopo il quale decise di ritirarsi.

## Rivalità con James Brown
Leggendaria è la rivalità con James Brown. I due per anni si scambiarono accuse reciproche di furti di canzoni e passi di danza (che in effetti nei video dell'epoca risultano molto simili). La rivalità raggiunse l'apice quando James Brown rubò la moglie di Joe Tex, Bea Ford, che a sua volta rispose con una canzone You Keep Her (Tienila). Nei pochi concerti insieme si disturbavano le esibizioni, insultandosi a vicenda. James Brown sparò anche dei colpi di pistola verso un nightclub che apparteneva a Joe Tex.

## La conversione all'islam e il ritiro dalle scene
Convertito all'islam sin dal 1966, Joe Tex cambiò il suo nome nel 1972 in Yusuf Hazziez. Ha avuto due figli, Ramadan Hazziez and Jwaade Hazziez.
Dopo un breve ritorno sulla scena musicale nel 1977 con il singolo Ain't Gonna Bump No More (With No Big Fat Woman), che raggiunse anche grazie alle sue sonorità disco music la posizione nº 12 delle classifiche, il cantante si ritirò definitivamente nel suo ranch del Texas.
È morto a Navasota, Texas, per un attacco di cuore legato alla sua obesità, pochi giorni dopo il suo 47º compleanno. Buddy Killen, Wilson Pickett, Ben E. King, Don Covay e il compositore Percy Mayfield trasportarono la sua bara alla sepoltura.

## Discografia album
- 1964 Hold On! It's Joe Tex (Checker Records LP-2993)
- 1965 Hold What You've Got (Dial Records 8106, distribuito da Atlantic Records) – USA #142, USA R&B #3
- 1965 The New Boss (Dial/Atlantic 8115) – US No. 142, USA R&B #3
- 1966 Show Me (Atlantic)
- 1966 The Love You Save (Dial/Atlantic 8124) – USA #108
- 1966 I've Got to Do a Little Better (Dial/Atlantic 8133)
- 1967 The Best of Joe Tex (Dial/Atlantic 8144)
- 1968 Live and Lively (Dial/Atlantic 8156) – US #84
- 1968 Soul Country (Dial/Atlantic 8187) – US #154
- 1969 Happy Soul (Dial/Atlantic 8211)
- 1969 Buying a Book (Dial/Atlantic 8231) – US #190
- 1970 With Strings and Things (Dial/Atlantic 8254)
- 1971 From the Roots Came the Rapper (Dial/Atlantic 8292)
- 1972 I Gotcha (Dial 6002) – US #17
- 1972 Spill the Beans (Dial 6004)
- 1976 Have You Ever (Mercury Netherlands NL-6338.693)
- 1977 Bumps & Bruises (Epic 34666) – US #108
- 1978 Rub Down (Epic 35079)
- 1978 He Who Is Without Funk Cast the First Stone (Dial 6100)

## Discografia singoli
- I Want to Do (1965) R&B #1
- Hold What You've Got (1965) USA #5
- A Sweet Woman Like You (1966) R&B #1
- Skinny Legs & All (1967)
- I Gotcha (1972) R&B #1, USA #2
- Ain't Gonna Bump No More (With No Big Fat Woman) (1977) USA #12, GB #2